# Somatidia diversa
Somatidia diversa är en skalbaggsart som först beskrevs av Thomas Broun 1880. Somatidia diversa ingår i släktet Somatidia och familjen långhorningar. Inga underarter finns listade i Catalogue of Life.